# Lewiston (Califòrnia)
Lewiston és una concentració de població designada pel cens dels Estats Units a l'estat de Califòrnia. Segons el cens del 2000 tenia 1.305 habitants.

## Demografia
Segons el cens del 2000, Lewiston tenia 1.305 habitants, 542 habitatges, i 388 famílies. La densitat de població era de 14,6 habitants/km².
Dels 542 habitatges en un 28,2% hi vivien nens de menys de 18 anys, en un 56,3% hi vivien parelles casades, en un 9,4% dones solteres, i en un 28,4% no eren unitats familiars. En el 24,2% dels habitatges hi vivien persones soles l'11,6% de les quals corresponia a persones de 65 anys o més que vivien soles. El nombre mitjà de persones vivint en cada habitatge era de 2,41 i el nombre mitjà de persones que vivien en cada família era de 2,82.
Per edats la població es repartia de la següent manera: un 24,5% tenia menys de 18 anys, un 4% entre 18 i 24, un 21,2% entre 25 i 44, un 32,4% de 45 a 60 i un 17,9% 65 anys o més.
L'edat mediana era de 45 anys. Per cada 100 dones de 18 o més anys hi havia 103,5 homes.
La renda mediana per habitatge era de 30.500 $ i la renda mediana per família de 33.889 $. Els homes tenien una renda mediana de 31.667 $ mentre que les dones 20.000 $. La renda per capita de la població era de 16.214 $. Entorn del 16,5% de les famílies i el 20,2% de la població estaven per davall del llindar de pobresa.

## Poblacions més properes
El següent diagrama mostra les poblacions més properes.